# Onychoptose
 (octobre 2012).
Si vous disposez d'ouvrages ou d'articles de référence ou si vous connaissez des sites web de qualité traitant du thème abordé ici, merci de compléter l'article en donnant les références utiles à sa vérifiabilité et en les liant à la section « Notes et références ».
L'onychoptose (du grec onux, « ongle » et ptôsis, « chute ») désigne la chute prématurée et totale de l'ongle.

## Causes
Elle peut être due à l'arrêt de la pousse de l'ongle qui se détache naturellement[réf. nécessaire] ou à la suite d'un traumatisme, des engelures sévères, l'onychopathie comme l'onychomycose chronique ou effet secondaire de la chimiothérapie.
Avec le psoriasis, les récidives pustuleuses localisées à la matrice unguéale peuvent entraîner une onychoptose définitive[réf. nécessaire].

## Traitement
Dans un premier temps désinfection et protection du lit unguéal. Les causes de la chute doivent être identifiées pour déterminer la pertinence d'un traitement médicamenteux.